# Scrapie
La scrapie (pronuncia basata sull'inglese: /s'kreipi/, SKRÉIpi) è una encefalopatia spongiforme trasmissibile (simile alla encefalopatia spongiforme bovina o mucca pazza) che colpisce pecore e capre. Come le altre encefalopatie spongiformi, è causata da un prione, che colpisce l'animale a livello del sistema nervoso, causando una malattia a carattere degenerativo progressivo e lunga incubazione.  Non è dimostrata, sino a oggi, la trasmissibilità all'uomo.

## Modalità di trasmissione
Non si conosce, ma si suppone avvenga attraverso la via orale e la fonte principale sarebbe rappresentata dalle placente 
e dagli ambienti contaminati (generalmente i pascoli dove le pecore hanno partorito). 
La trasmissione può avvenire sia per via orizzontale (contagio che avviene principalmente durante i parti) sia, 
probabilmente, per via materna.

## Sintomi clinici e diagnosi
La malattia è degenerativa e irreversibile.
I sintomi caratteristici sono:
- L'animale si gratta fino a provocarsi ferite (proprio dal verbo inglese to scrape, che significa "grattare", ha origine il nome della malattia)
- Perdita della lana.
- L'animale cammina in modo scoordinato, cade spesso e non riesce ad alzarsi.
- L'animale ha l'alopecia (a zone) e sembra denutrito.

Per la parte comportamentale si possono riscontrare nell'animale:
- timore
- aggressività
- convulsioni
- paura
- depressione.

Il periodo di incubazione varia da 2 mesi a 5 anni. Il decorso clinico della malattia naturale va da 8 a 24 settimane nella pecora e da 2 a 24 settimane nella capra.
I soggetti colpiti hanno un'età compresa tra 2-5 anni.
L'unica verifica della malattia avviene post-mortem cercando nel tronco encefalico (obex) il prione (PrPsc).

## Prevenzione
Il maschio, pur non essendo in grado di trasmettere l'agente infettante, riveste un ruolo importante in quanto trasmette ai propri figli un profilo genetico più o meno resistente, condizionando pesantemente la suscettibilità alla malattia delle nuove generazioni. Per questo motivo si è deciso di effettuare un piano di selezione genetica in modo da determinare una resistenza estremamente elevata alla scrapie.

## Razza resistente
L'unica razza resistente alla scrapie è la razza ovina autoctona dell'Altopiano di Asiago, la razza foza.

## Film
- Rams - Storia di due fratelli e otto pecore